# David Myers
David A. Myers is een Amerikaans componist, muziekpedagoog en dirigent.
Myers studeerde aan de Universiteit van Vermont in Burlington en behaalde aldaar zowel zijn Bachelor of Music alsook zijn Master of Music. Hij is muziekleraar aan verschillende scholen in de Amerikaanse deelstaten New England en New York. Sinds meer dan 25 jaren is hij bezig als muziekleraar aan de Shelburne Community School in Shelburne en eveneens dirigent van het harmonieorkest aan deze school. Hij werd onderscheiden met de "Governor's Commendation for Excellence in Arts and Education".
Verder is hij dirigent van de 40th Army Band in the Vermont National Guard. 
Als componist schreef hij verschillende werken voor harmonieorkest, kamer- en filmmuziek. Myers is lid van de American Society of Composers, Authors and Publishers (ASCAP) en van de Association of Concert Bands.

## Composities

### Werken voor harmonieorkest
- 2008 The Blue-Tail Fly
- 2009 The Erie Canal
- 2010 She Wore a Yellow Ribbon, concertmars
- 2010 Steel Driving Man - The Legend of John Henry
- 2011 Siegfried’s Super Sensational Circus March
- All Brass and Blue
- For Praise and Honor
- Fury
- Of Kings and Castles
- Regalia
- Windridge

### Kamermuziek
- Bagatelle for Flutes
- Pastoral Scene, voor dwarsfluit, hobo, klarinet en fagot
- The Damsel & the Dragon, voor dwarsfluit, hobo, klarinet en fagot

### Filmmuziek
- ... And Your Name Is Jonah